# Vestido de Margo Channing
El vestido de Margo Channing (en inglés: Margo Channing's dress) es un traje que la actriz Bette Davis lució en la película All About Eve (1950).

## Historia

### Contexto
En abril de 1950, Claudette Colbert sufrió una rotura de disco mientras esquiaba durante el rodaje de Three Came Home (1950), lesión que impidió a la actriz asumir el papel de Margo Channing en All About Eve, película cuyo rodaje estaba previsto que diese inicio en apenas dos semanas y cuyo director sería Joseph L. Mankiewicz, quien acababa de ganar dos Óscar por escribir y dirigir Carta a tres esposas (1949). El productor Darryl F. Zanuck, tras ser avisado del incidente por la propia Colbert, optó por no retrasar el rodaje a la espera de la recuperación de la actriz; con el fin de encontrar rápidamente a una sustituta, Zanuck envió el guion del filme a Bette Davis. La actriz, ganadora de dos premios de la academia por Peligrosa (1935) y Jezabel (1938), se hallaba en un delicado momento profesional debido a que sus últimas interpretaciones no la habían dejado satisfecha; tras protagonizar Más allá del bosque (1949), Davis tomó la decisión de indemnizar por el remanente de su contrato a la Warner Bros., estudio para el que llevaba trabajando dieciocho años, y consideró seriamente dejar la actuación, consciente de las escasas posibilidades que tenía puesto que ya pasaba de los 40 años, situación que cambiaría radicalmente gracias al filme de Mankiewicz.

### Creación
Emocionada con el guion, Davis aceptó de inmediato reemplazar a Colbert y preguntó acerca de la posibilidad de que Edith Head diseñase su vestuario; Head ya había confeccionado la ropa de la actriz en June Bride (1948) y Más allá del bosque, gracias a lo cual se forjó una estrecha amistad entre ambas, si bien la sugerencia de Davis fue propiciada por una petición expresa de Head. En June Bride, Davis se sintió fascinada con uno de los bocetos de la diseñadora, consistente en un abrigo con múltiples bolsillos que resultaba práctico a la vez que elegante ya que en dicha película Davis interpreta a una renombrada editora de moda, declarando Head en su libro The Dress Doctor (1959) que la prenda era un «mono de carpintero de alta costura». En el mencionado libro, Head hizo constar que al ver el boceto, Davis «sonrió con una sonrisa típica de una película de gran éxito, y estábamos listas. A Bette le gustó tanto el abrigo que tenía seis de ellos hechos para ella en varios colores. Llevaba puesto uno el día que empezamos a trabajar en All About Eve».: 93–95  Sin embargo, el deseo de Davis de que Head diseñase su vestuario contaba con el inconveniente de que Charles LeMaire, jefe de vestuario de la 20th Century Fox, era quien se hallaba a cargo del guardarropa de la película; LeMaire ya había confeccionado los atuendos de todo el elenco (Anne Baxter, Gary Merrill, Celeste Holm, Hugh Marlowe, George Sanders, Thelma Ritter, Barbara Bates y una entonces poco conocida Marilyn Monroe); pese a que el vestuario del personaje de Margo Channing ya estaba elaborado, el mismo había sido creado con las medidas de Colbert. Debido a que a pocas semanas del inicio del rodaje LeMaire ya se encontraba ocupado con otros compromisos y no estaba dispuesto a regresar para reformar el guardarropa, accedió a cumplir el deseo de Davis (a quien tampoco quería desairar teniendo en cuenta el fuerte carácter de la actriz) y, en consecuencia, se puso en contacto con el diseñador de Paramount Pictures Frank Richardson para solicitarle que los estudios les cediesen temporalmente a Head, siendo los atuendos de Colbert almacenados para su uso en futuros proyectos. Tal y como declaró el propio LeMaire: «Claro que me hubiera encantado vestir a Bette Davis, pero ya estaba en otra película. Confiaba en que Edith podría hacerlo, así que la pedí prestada». En palabras de Head:

Antes no era muy común que un diseñador fuera prestado, ya que cada estudio tenía un grupo de estrellas a las que vestíamos una y otra vez. Ocasionalmente, una de esas estrellas era prestada a otro estudio, y este también tomaba prestado un diseñador, ya que conocía su gusto y estilo. Cuando me prestaban, me esforzaba por conocer a todas las personas importantes, para que cuando pensaran en un diseñador externo, el mío fuera el primer nombre que les viniera a la mente. Si les gustabas a las estrellas, te solicitaban. Algunas, como Stanwyck y Davis, tenían la influencia de conseguir a quien quisieran como diseñador. Como Bette y yo ya habíamos hecho algunas películas, teníamos una buena relación laboral y ella confiaba en mí.

Charles LeMaire y yo éramos amigos y llegamos a un acuerdo. Él vistió a Anne Baxter, Celeste Holm, Thelma Ritter, Barbara Bates y a una rubia desconocida muy sexy llamada Marilyn Monroe. Yo vestí a Bette.: 92 

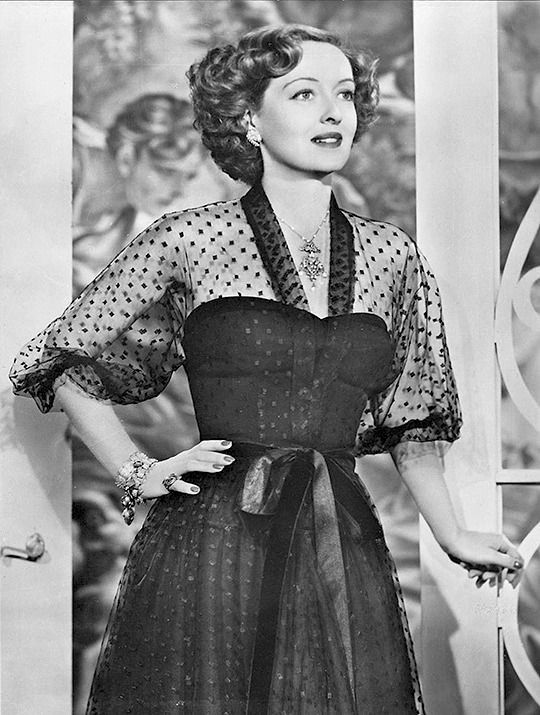
Bette Davis en June Bride (1948).

Aunque Davis tuvo éxito al lograr que Head fuese quien diseñase su vestuario en el filme, existía un segundo inconveniente, pues la elaboración de su guardarropa debía realizarse con rapidez para evitar retrasos en la filmación, disponiendo Head de tan solo cuarenta días para esta labor. Prácticamente desde el principio actriz y diseñadora colaboraron en el estudio de los bocetos y en la selección de las telas, tal y como recuerda la propia Head en su libro: «Caminaba a grandes zancadas, con las manos en los bolsillos, analizando las telas, los bocetos. Para cada traje, yo ponía mi boceto favorito encima, entonces alternaba. En un abrir y cerrar de ojos, ella recorría la habitación, elegía uno de los bocetos de arriba, y decía, “¿cuándo lo arreglamos?”».: 95  Cabe destacar que Head no consultó el diseño del vestuario con el director; tan solo habló con él una vez por teléfono, respondiendo Mankiewicz lo siguiente: «Solo haz lo que creas correcto. Adoro tu trabajo». El rodaje de la escena de la fiesta de cumpleaños del personaje de Bill Sampson (interpretado por Merrill), primer interior filmado en los estudios de la 20th Century Fox y donde Davis luce el atuendo más famoso de la película, estaba programado para realizarse tras dos semanas de grabaciones por parte del elenco y el equipo técnico en el Curran Theatre de San Francisco, lapso de tiempo en el que Head pudo trabajar con cierta tranquilidad tanto en el traje como en otros atuendos de Davis.: 119 
En el libro Edith Head's Hollywood (1983), Head dejó constancia de que Davis «era una perfeccionista cuando se trataba de vestidos. Yo también. Por eso es por lo que trabajamos tan bien juntas. Ella se prueba la ropa, se toma su tiempo con los arreglos para asegurarse de que todo funciona bien para los requerimientos del guion, y discute cualquier problema mucho antes de que salga en cámara». A mayores, la diseñadora afirmó que «Bette entra aquí como un pequeño y disciplinado ciclón. No discutes detalles con Bette. Ella te muestra cómo va a hacer el papel; cómo se va a tirar sobre la cama, sentarse en el escritorio o darse la vuelta y salir enfadada. “Esa”, dice Bette, “es la forma en que quiero que la ropa actúe”». Sin embargo, Head también hizo mención a lo problemático que en ocasiones resultaba diseñar vestidos para la actriz: «[Davis] tenía el cuello corto, hombros redondos, el pecho caído, cintura ancha y piernas arqueadas». Por su parte, Davis afirmó en una ocasión que «podemos ensayar nuestras líneas, nuestros movimientos, y nuestras expresiones, pero no es hasta que nos ponemos los trajes que todo cobra sentido y realmente nos convertimos en el personaje. Si no estamos cómodos con esa ropa, si no protege al personaje, el diseñador nos ha fallado. Edith Head nunca falló». En consonancia con esto, Davis definió el trabajo de Head de la siguiente forma: «Edith siempre se tomaba tiempo para leer el guion y entender al personaje […] se las arreglaba para hacerte ver tan bien (¡o tan mal!) como el guion permitía».: 83 
Para la escena de la fiesta, momento culminante de la película en el que la personalidad de Channing queda totalmente expuesta, Head concibió un vestido de cóctel fuertemente influenciado por la estética New Look de Christian Dior que en 1947 revolucionó por completo el mundo de la moda. Según Head: «Mi boceto original tenía un escote cuadrado y un corpiño ajustado. Tenía grandes esperanzas en este vestido debido a que la tela, un gros marrón de Londres (seda pesada), se fotografía magníficamente en blanco y negro, y estaba adornado con una rica marta marrón»;: 93  esta declaración resulta de gran importancia no solo por la descripción de los materiales, sino porque en la misma se disipa una duda que generó especulación durante décadas y que tenía que ver con el color del vestido, pues un gran número de espectadores creían que era de color negro en base a lo oscuro que se veía en pantalla, mientras que algunas fotografías publicitarias originales en blanco y negro y posteriormente coloreadas lo presentan de color violeta o azul marino, existiendo una versión coloreada del filme en la que el vestido se muestra de color verde oscuro.

### Contratiempo
Una vez el boceto definitivo y la tela recibieron la aprobación de Davis, Head comenzó la creación del atuendo; a causa del gran número de prendas que la actriz lució en el filme y del acelerado ritmo de trabajo para cumplir con la fecha de rodaje, el vestido no estuvo terminado hasta la noche anterior a la grabación de la escena de la fiesta. Al día siguiente, tanto Davis como Head advirtieron que el traje no contaba con las medidas correctas y, por ende, no se adaptaba al cuerpo de la actriz; el excesivo tamaño del escote provocaba que este se cayese de los hombros y no sostuviese los senos de Davis, pues el vestido fue concebido para no requerir el uso de sujetador. En palabras de Head:

Debido a que estuvimos trabajando en un plazo tan ajustado, el vestido se confeccionó la noche anterior a la fecha prevista para que Bette lo usara. Fui temprano el día del rodaje para asegurarme de que el vestido estaba planchado y listo para la cámara. Ahí estaba Bette, ya con el vestido, mirando con curiosidad su propio reflejo en el espejo. Yo estaba horrorizada. El vestido no le quedaba nada bien. La parte superior de las mangas tres cuartos tenía un volumen creado por pliegues, pero alguien calculó mal y todo el corpiño entero y el escote eran demasiado grandes. No había tiempo para arreglar nada, y un cambio retrasaría el rodaje. Le dije a Bette que no se preocupase, que yo personalmente le diría a Joe Mankiewicz lo que había pasado.

Ya casi había llegado a la puerta, sentía como si mis rodillas fuesen a ceder, cuando Bette me dijo que me diese la vuelta y mirase. Se quitó el escote de los hombros, y sacudió un hombro sensualmente, y dijo, «¿no te gusta más así de todas formas?». Se veía preciosa y podría haberla abrazado. De hecho, creo que lo hice. Con unas simples puntadas aseguré el escote en su sitio para que pudiera moverse cómodamente, y se fue al set. Por encima de todo, no quería retrasar el rodaje.: 93 

A pesar del incidente con el vestido, circunstancia que por otro lado aumentó la sensualidad del personaje de Channing al dejar sus hombros al descubierto, Head y LeMaire ganarían el Óscar en 1951 por su trabajo en la película, la cual obtuvo seis de los catorce premios a los que fue nominada, estableciendo entonces un récord en cuanto a número de candidaturas. Sumado a esto, Head lograría la hazaña de ganar ese mismo año dos galardones: uno por All About Eve y otro por Sansón y Dalila (1949), pues en aquel entonces existían categorías de vestuario separadas para películas en blanco y negro y para películas en color.

### Paradero
Actualmente se desconoce el paradero del traje y no se sabe con seguridad si aún se conserva, aunque en su momento se informó falsamente de su existencia. Al igual que otras prendas icónicas del cine, como el vestido de Glinda, el vestido Letty Lynton y el vestido Cheek to Cheek, existe la posibilidad de que se reutilizase para otros filmes y se desgastase con el uso, lo que podría haber llevado a que el atuendo fuese tirado a la basura sin saberse en qué películas había aparecido, aunque un deficiente almacenaje podría haber deteriorado igualmente la prenda (las perchas de madera, conocidas por su alto contenido en ácido, solían provocar que los vestidos se desgarrasen en la zona de los hombros). Otra posibilidad es que fuese robado; durante muchos años los estudios no tuvieron ningún tipo de cuidado con los trajes, accesorios, guiones y demás elementos vinculados a las películas que producían, sin ser conscientes del alto valor que acabarían teniendo en el futuro (a menudo los empleados se llevaban estos objetos como recuerdo sin permiso, sabedores de que a los directivos no les importaba esta sustracción de material). Cabe también la posibilidad de que fuese modificado para su uso en otros filmes; esta circunstancia se dio, por ejemplo, con al menos tres vestidos de Gilbert Adrian: el traje de chifón de Greta Garbo en Camille (1936), completamente modificado para Joan Fontaine en Rebecca (1940); el vestido de Glinda, originalmente lucido por Jeanette MacDonald en San Francisco (1936) y severamente modificado para Billie Burke en El mago de Oz (1939); y otro traje de MacDonald de la misma película, levemente alterado para Gracie Allen en Honolulu (1939).

## Descripción
El traje, fiel a la estética imperante a finales de la década de 1940, estaba realizado en gros de Londres (falla de seda) y era de color marrón chocolate, aunque también ha sido descrito como de un tono «granate quemado». Poseía un escote trapezoidal cortado en dos piezas; con escote en pico en la espalda, era recto en el cuerpo, donde poseía tableado horizontal, y diagonal en los brazos, con marcados pliegues en abanico.: 53–54  El corpiño era entallado pese a la ligereza de la tela y contaba con costadillo francés, presentando cintura de avispa (ceñida con cinturón) y falda amplia y larga hasta el suelo realzada con una enagua de crinolina.: 119  La falda, capeada y con más vuelo en la parte posterior gracias a unos pliegues estratégicamente colocados,: 54  contaba con un par de bolsillos, detalle inusual en un traje de noche al igual que las mangas, que con una longitud de tres cuartos y drapeadas por debajo del codo, no estaban unidas al corpiño, por lo que las axilas quedaban al descubierto. Tanto el borde de las mangas como los bolsillos se hallaban forrados con piel de marta (de visón según otras fuentes): 54  y realzados con un botón de diamantes falsos a juego con el broche que adornaba el extremo izquierdo del escote; esta pieza, de casi seis centímetros de largo, consiste en un candelabro de diamantes de imitación con dos niveles en cascada, ambos suspendidos de una sola piedra brillante redonda.

## Legado
Holm, quien supo del contratiempo con el vestido mucho después del rodaje, diría sobre el atuendo: «El vestido de Bette hizo exactamente lo correcto para su personaje. Margo tenía una terrible sensación de envejecer. Ese vestido la hizo aún más ansiosa por mostrar sus hombros y ser voluptuosa».: 120  Del atuendo existen dos réplicas elaboradas por Head: una de ellas se la quedó la propia diseñadora para su uso en desfiles donde presentaba sus creaciones más famosas, mientras que la otra fue elaborada para Davis, quien la guardó en su colección personal. Esta última versión fue entregada al diseñador Don Feld antes de la muerte de la actriz en 1989, siendo subastada por Heritage Auctions tras el fallecimiento de Feld en 2007; el mayor postor desembolsó la suma de $2270,50, cifra irrisoria teniendo en cuenta que pocos años después se subastarían prendas pertenecientes a estrellas de cine por cantidades muy superiores. Además de una copia del vestido, Davies recibió por parte de Head un boceto del atuendo firmado por ella con las palabras «Para Bette, de Edith». De este boceto Davies diría lo siguiente: «Mi propio memento de la larga carrera de Edith cuelga en la pared de mi casa: un boceto de ese fabuloso vestido de cóctel marrón que Margo Channing llevó en All About Eve. Compré el vestido y atesoré el boceto. Está simplemente firmado “Para Bette, de Edith”».
Hay constancia así mismo de la creación de otras dos réplicas para sendas figuras de cera de Davis: una de ellas se encuentra en el Museo Madame Tussauds de Hollywood, mientras que la otra se hallaba en el Museo de Cera Movieland, en Buena Park; esta réplica, trasladada junto con la figura tras el cierre de las instalaciones en 2005 al Museo de Cera de Fisherman's Wharf (San Francisco), se halla en paradero desconocido desde la clausura del museo en 2013, destacando el hecho de que el Museo de Cera Movieland albergaba otra figura de Davis en su papel de Jane Hudson en el filme What Ever Happened to Baby Jane? (1962), pieza que en 2019 saldría a subasta, quedando sin vender. Respecto al broche del escote, del que existe una réplica conservada en The Hollywood Museum (entonces era costumbre realizar duplicados para asegurarse de poder efectuar cambios durante el rodaje), el mismo es obra de la firma Joseff of Hollywood y fue valorado en entre $5000 y $7000, siendo vendido por $21 875 en una subasta en 2017 por Julien's Auctions, quien vendió a su vez uno de los bocetos del traje en diciembre de 2022 por $16 000.
El atuendo, a día de hoy el vestido más recordado del filme, llegó a causar impacto en otros diseñadores, como Helen Rose, quien vistió a Gloria Grahame con un traje parecido en Cautivos del mal (1952), y William Travilla, quien vestiría a Lauren Bacall con un atuendo vagamente similar en How to Marry a Millionaire (1953), habiendo lucido Mercedes McCambridge un vestido muy parecido en los Premios Óscar de 1951. La influencia del atuendo ha perdurado desde el estreno de la película; en 1982 Davis posó con una muñeca ataviada con el traje en el hotel The Beverly Hilton con motivo de la Film Advisory Board Dinner, mientras que en 2002 salió a la venta una edición limitada del vestido para la muñeca Madra Lord y en 2003 una reproducción en miniatura del traje como parte de la colección Vestidos Inolvidables de la editorial Salvat,: 53  destacando a su vez otras dos muñecas de Davis vestidas con el atuendo: una realizada en 2008 por Alesia Newman y otra creada en 2014 por Cyguy dolls. El traje ha tenido influencia también en la moda actual, pues en 2016 la actriz Whoopi Goldberg (quien ha declarado su admiración por la prenda) lució una copia en la ceremonia de los Premios Óscar realizada por Dames of New York. Por su parte, uno de los bocetos fue empleado para ilustrar la portada de la primera edición del libro Edith Head's Hollywood, la cual sería cambiada en 2008 por una fotografía de la diseñadora con motivo de una nueva edición por el 25.º aniversario de su primera publicación. Davis, quien mantuvo su amistad con Head hasta su muerte en 1981, diría lo siguiente sobre ella: «Es una completa profesional. Consigues de ella la ropa correcta, sin las tonterías y el temperamento que te dan algunos diseñadores».